# Bronchoskop

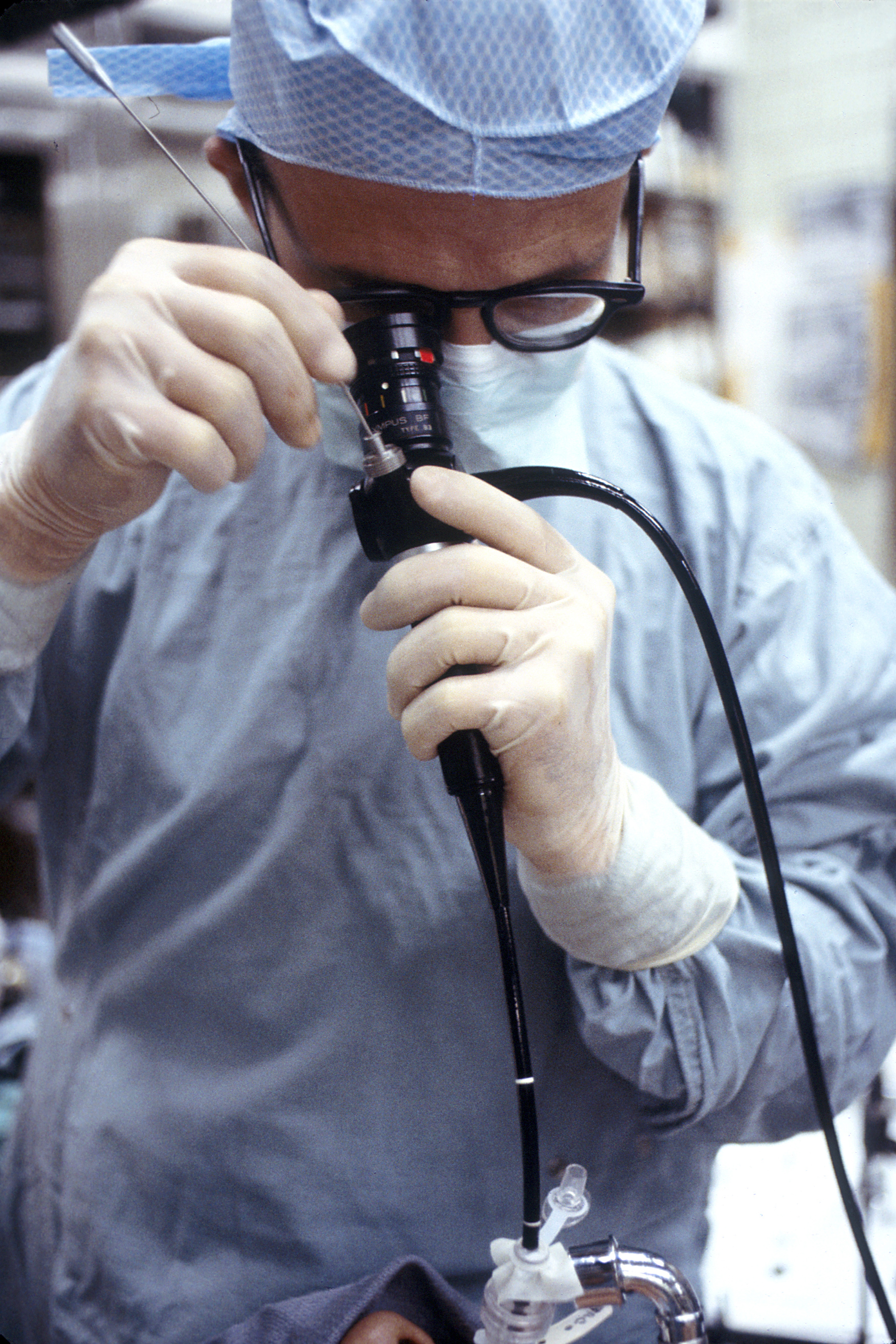
Bronchoskopie

Bronchoskop je diagnostický přístroj používaný v lékařství k průzkumu vnitřní části dýchacích cest. Bronchoskop se zasunuje do dýchacích cest pomocí dutiny nosní nebo ústní, možné je také zavedení bronchoskopu pomocí tracheotomie.
Díky bronchoskopu se dají objevit abnormality v dýchacích cestách, nejčastěji se jedná o cizí tělesa, nádor nebo zánět. Bronchoskop se skládá z velmi pružného kvalitního materiálů, který je vybaven optickou kamerou se zabudovaným světlem. Pomocí bronchoskopu se provádí i některé zákroky – biopsie plic či bronchoalveolární výplach.

## Druhy bronchoskopu

### Bronchofibroskop
Jedná se o velmi pružný bronchoskop, používaný nejčastěji v diagnostických metodách ke snímání průdušek. Zákrok se provádí většinou bez anestézie, při přání pacienta se volí lokální anestézie.

## Použití bronchoskopu
- snímání dýchacích cest
- odebrání vzorku plic
- zjištění některých nemocí:
  - krvácení do plic
  - chronický kašel
  - rakovina plic
  - kolaps plic